# Trivago
Trivago este un meta motor de căutare turistic care se concentrează în special pe hoteluri. Site-ul compară prețurile a peste 700,000 de hoteluri de pe mai mult de 150 de site-uri de rezervări, cum ar fi Expedia sau Booking.com. Cu baza în Düsseldorf, Germania, site-ul înregistrează lunar aproximativ 45 milioane de utilizatori, pe cele 47 de platforme internaționale.

## Companie

### Istoric
Trivago GmbH a fost conceput în 2004 și lansat în 2005 de către cei trei fondatori în Düsseldorf, Germania: Peter Vinnemeier, Malte Siewert, și Rolf Schrömgens, unde se desfășoară operațiunile internaționale și 90% dintre angajații companiei lucrează.
În 2007, site-ul a lansat platforme în Spania, Franța, și Marea Britanie. Un an mai târziu, platformele pentru Polonia și Suedia au versiuni live și compania a primit finanțare in valoare de 1,140,000 dolari în Serie B de la compania britanică HOWZAT media LLP., În anul 2009 a fost lansată platforma pentru România, dar și primele platforme  non-europene valabile în Statele Unite, China, Japonia, Brazilia și Mexic.
În 2013, Trivago a deschis birouri în Leipzig și Palma de Mallorca. Există, de asemenea, birouri în Amsterdam și Shanghai.

## Produs

### Comparator prețuri hoteliere
Trivago compară atât prețuri hoteliere cât și aspecte variate ce țin de experiența șederii în incinta unui hotel. Utilizatorii pot începe căutarea prin introducerea unui nume de oraș, regiune sau țară. Căutarea se poate face chiar în funcție de atracții turistice cât și în funcție de data de călătorie sau tipul de cameră. Utilizatorul își poate de asemenea adapta căutarea folosind parametrii precum: dotări valabile, facilități sportive sau oferte pentru evenimente de afaceri. Dacă sunt valabile, opțiuni cum ar fi Internet WiFi, wellness, plajă sau piscină pot fi selectate, precum și distanța până la un anumit punct, cum ar fi centrul orașului, un punct de interes sau o adresă specifică. Alternative sunt de asemenea prezente, în cazurile în care un oraș mic sau sat nu are foarte multe hoteluri valabile sau în cazul în care sistemul nu poate identifica informații geografice. Site-ul prezintă ulterior utilizatorului toate ofertele disponibile ce pot fi rezervate pe site-urile de rezervări, unde acesta primește informații detaliate și unde poate plasa o rezervare pentru o cameră de hotel.
Comparatorul de hoteluri oferă informații de la o varietate de surse, printre care site-uri de rezervări, utilizatori sau hoteluri. Informația este condensată în așa fel încât utilizatorul poate vedea ofertele valabile de la site-urile de rezervări, prețuri, opinii, fotografii din diverse destinații sau cu hoteluri, descrieri de hoteluri și altele. Evaluările de hotel trivago sunt bazate atât pe surse externe, cât și pe opiniile utilizatorului cu scopul de a oferi o evaluare completă.  În ceea ce privește conținutul generat de utilizatori, membrii comunității primesc un bonus în numerar la fiecare două luni pentru conținutul pe care il adaugă. 50% din veniturile companiei sunt oferite către membrii comunității trivago și împărțite în funcție de niveluri cât și de efortul depus de aceștia în generarea de conținut.

### Indicele de prețuri hoteliere trivago (tHPI)
Indicele de prețuri hoteliere trivago (tHPI) este indicele ce aparține companiei lansat în fiecare lună. Acesta analizează variația prețurilor pentru camere de hotel în diverse destinații internaționale.

### Trivago Hotel Manager (tHM)
Trivago Hotel Manager este platforma pe care trivago o oferă în special hotelierilor. Aceasta oferă modalități ce permit proprietarilor de hoteluri să își îmbunătățească profilul hotelului, adăugând descrieri și imagini, accesând evaluările și opiniile utilizatorilor și primind sfaturi de la experți despre cum să își îmbunătățească afacerea în general și numărul de rezervări.

## Marketing
Trivago se axează pe marketingul online (SEM și publicitatea grafică), relațiile publice și brand marketing (TV). Compania a intrat în istorie în țări noi, folosind predominant publicitatea televiziunii.
Când Facebook și-a extins produsul pentru anunțuri dinamice pentru a acoperi mărcile de călătorie, Trivago a fost unul dintre cei doi participanți la lansarea inițială.

## Premii și titluri de recunoaștere
- Travel Industry Club  - Online Manager 2010  – 3rd place – Malte Siewert[17]

- START AWARD NRW 2009 – Nominated in the category “Innovative Start-Up”[18]

- Travel Industry Club Award 2009 – Top 10 Finalist “Best Practice Award”[19]

- Travolution Awards 2009 – Shortlist “Best Travel Information Website"[20]

- Red Herring 100 – Winner 2008[21]

- Europe Innova, an initiative by the European Commission - Enterprise and Industry, named trivago GmbH as an example of helping develop the quality available in the tourism industry, as well as modernizing and supporting the local labor market.[22]